# KIF13A
KIF13A, kinesin family member 13A, est une protéine encodée chez l’homme par le gène KIF13A situé sur le chromosome 6 humain. Cette protéine de la famille des kinésines appartient au groupe des protéines motrices utiles dans le positionnement des endosomes.